# Салме (посёлок)
Са́лме (эст. Salme) — посёлок в волости Сааремаа уезда Сааремаа, Эстония. 
До административной реформы местных самоуправлений Эстонии 2017 года входил в состав одноимённой волости и был её административным центром.

## Население
По данным переписи населения 2011 года в посёлке проживали 469 человек, из них 464 (98,9 %) — эстонцы.
Численность населения посёлка Салме:
| Год     | 1974 | 2000  | 2011  | 2017  | 2019  |
| ------- | ---- | ----- | ----- | ----- | ----- |
| Жителей | 548  | ↗ 587 | ↘ 501 | ↘ 494 | ↘ 482 |

## История
Первое письменное упоминание о Салме относится к 1461 году (Salm, деревня). В средние века здесь в основном проживали шведы. Деревня Салме сильно пострадала во время Второй мировой войны, современный населённый пункт был выстроен в 1960-х годах, когда он был центром совхоза «Сырве».

## Инфраструктура
В посёлке есть основная школа (в 2002/2003 учебном году 171 ученик, в 2009/2010 учебном году 127 учеников), дом культуры, библиотека и почтовая контора. Здесь в основном занимаются рыболовством (порт расположен к югу от посёлка в деревне Ляэтса) и деревообработкой.

## Археология и палеогенетика
В 2008 году у посёлка Салме были обнаружены остатки клинкерного (en:Clinker (boat building)) гребного судна, в котором находилось 7 скелетов. По данным радиоуглеродного анализа, судно «Салме-1» (Salme 1) было построено в 650—700 годах и позже перестраивалось. Его длина 11,5 м, ширина более 2 м. Через два года было обнаружено ещё одно клинкерное, возможно парусное, судно, гораздо больших размеров — «Салме-2» (Salme 2), имевшее 17 метров в длину и 3 метра в ширину, находилось сразу 33 скелета. Его раскопки завершились 2 сентября 2012 года. Корабли Салме были расположены недалеко от древнего побережья на высоте примерно в 1,5 м над уровнем воды. Сейчас это 230 м от современной береговой линии и 4 м выше современного уровня воды. На большем корабле рядами и слоями ритуально были захоронены знатные воины со сломанными мечами и накрыты щитами. В руках у захороненных были обнаружены игральные кубики. В меньшем судне люди были захоронены небрежно. Предположительно, это может быть захоронение напавшего на Эстляндию легендарного уппсальского конунга Ингвара Высокого.
Изучение изотопов стронция показало, что погребённые в Салме люди не являются местными жителями острова и, весьма вероятно, они не были выходцами из Восточно-Балтийского региона, учитывая геологическую однородность этого более крупного региона, в котором значения 87Sr/86Sr обычно ниже 0,720.
У образцов VIII века из Салме определены Y-хромосомные гаплогруппы R1a1a1b (Z92, L365, Z645, Z282), N1a1a1a1a1a1a (L550, Y4706, VL29), I1-M253 и митохондриальные гаплогруппы T2b5a, V, J2a1a1a2, H10e, K1c1h, W6a, U3b1b. Анализ ДНК показал, что четверо мужчин были братьями и родственниками пятого мужчины, возможно, дяди.

## Галерея

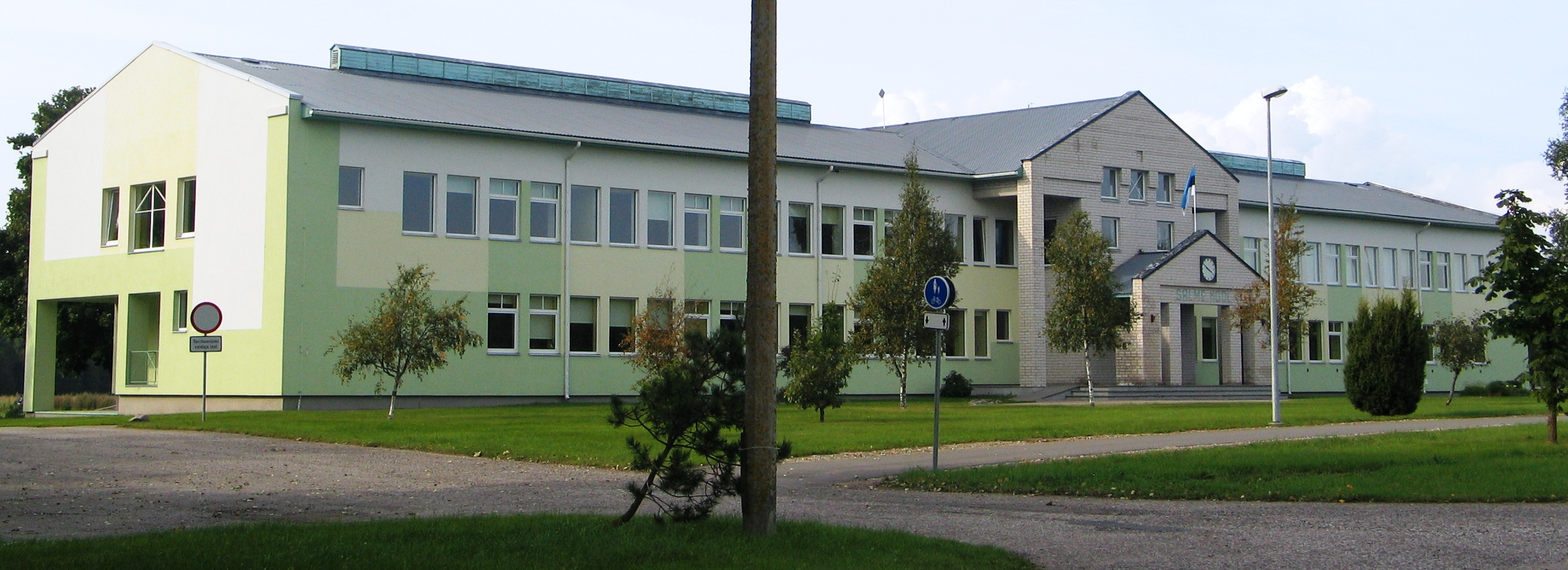
Основная школа Салме
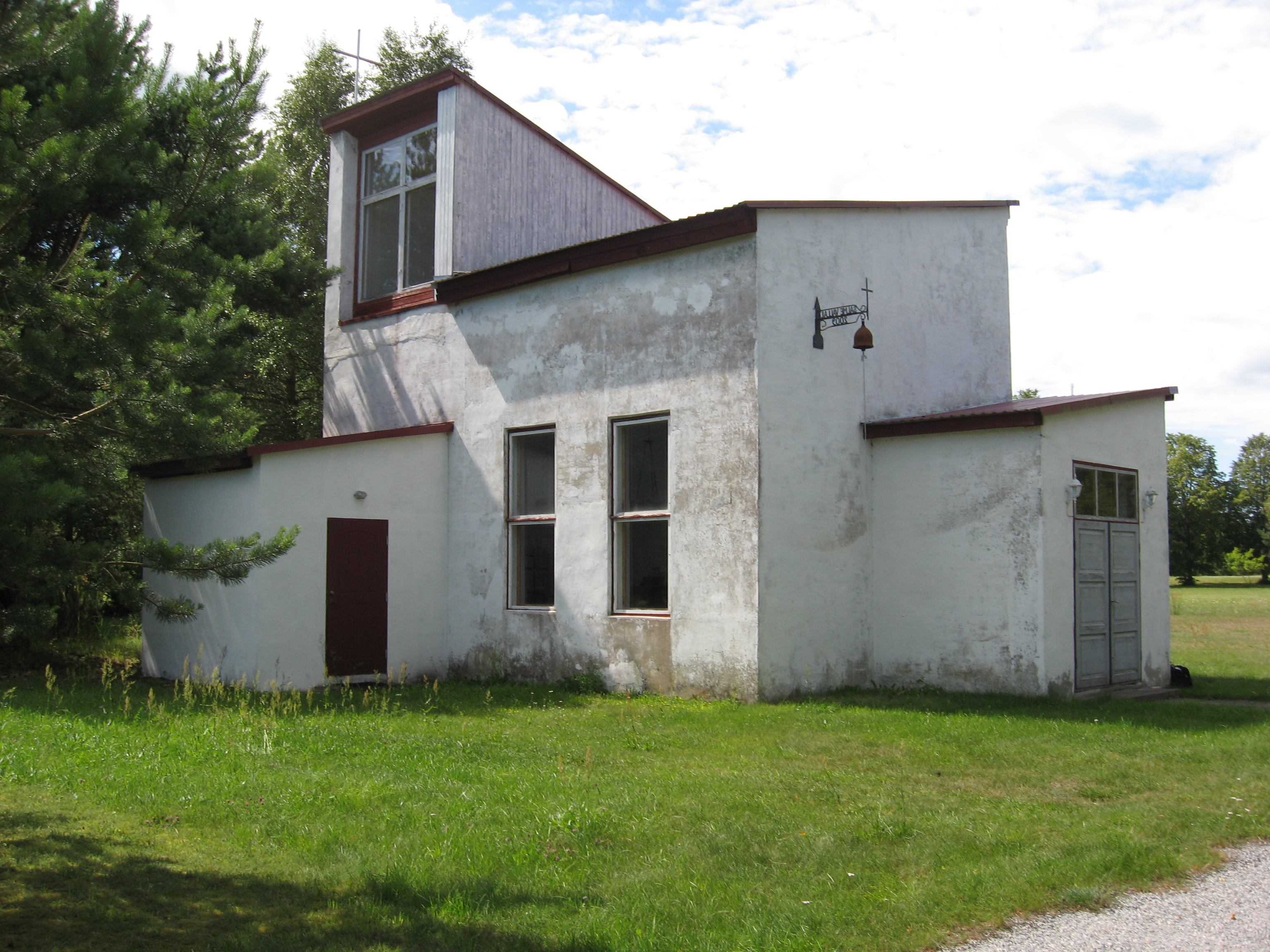
Церковь Салме
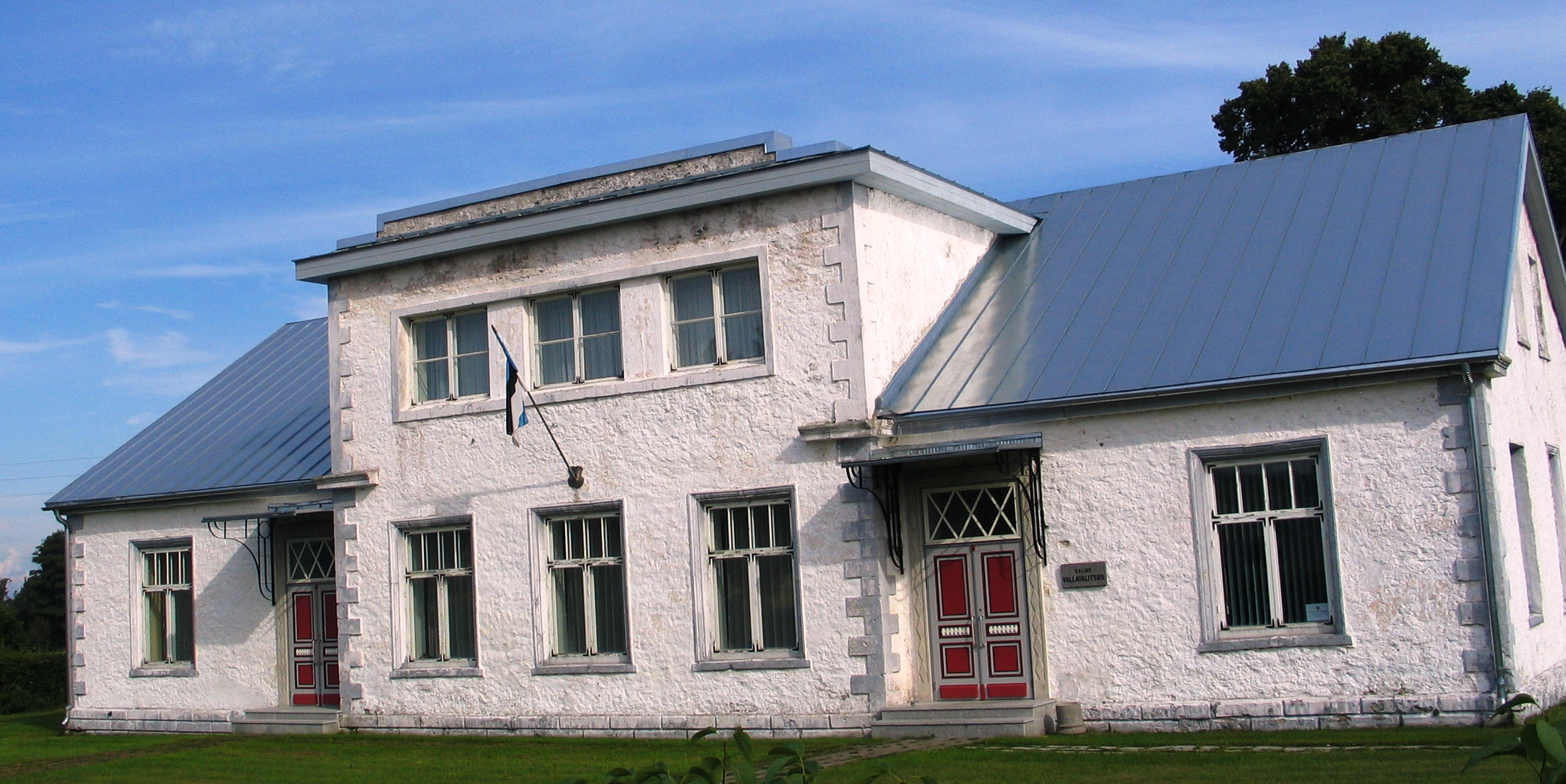
Здание бывшей волостной управы Салме
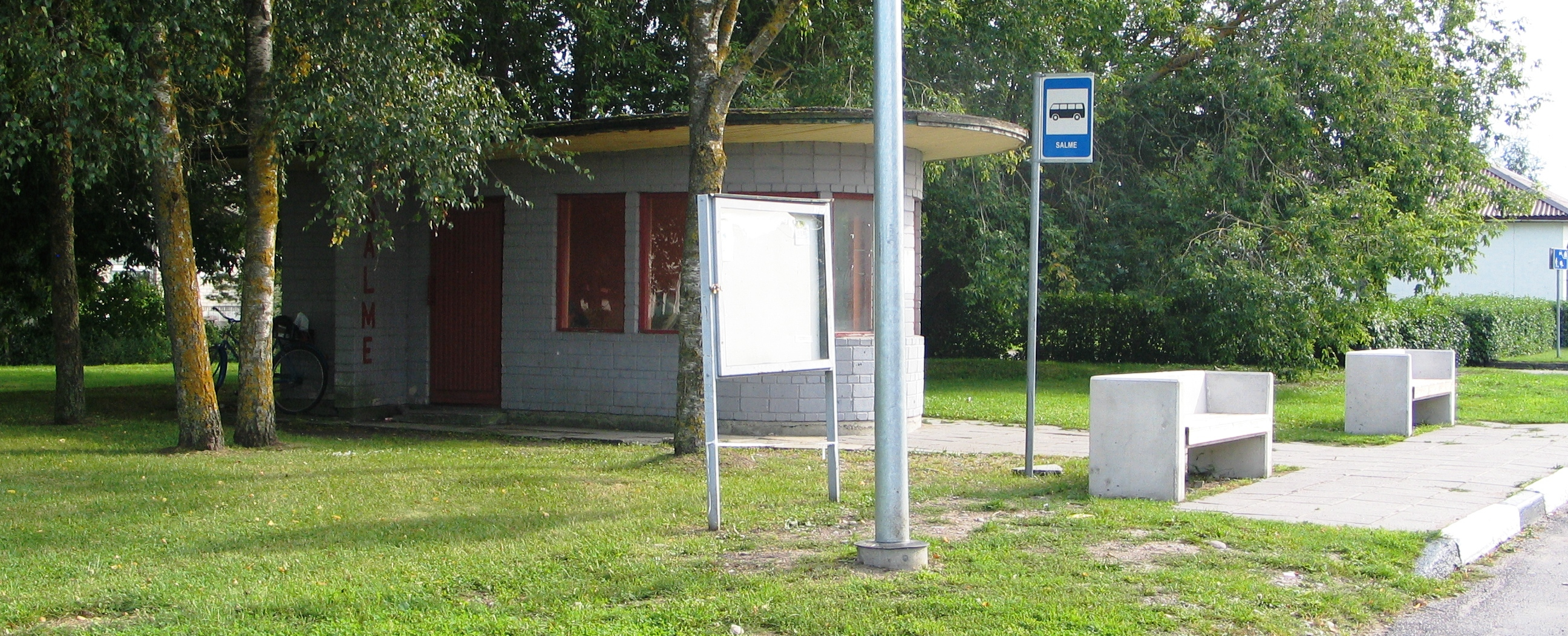
Автобусная остановка Салме